# Мороз Сергій Валерійович
Сергі́й Вале́рійович Моро́з (1976—2023) — український військовослужбовець, старший сержант, учасник російсько-української війни, загинув в ході російського вторгнення в Україну. Кавалер ордена «За мужність» ІІІ ступеня (посмертно).

## Життєпис
Родом із міста Шостка Сумської області, Сергій навчався у Шосткинській загальноосвітній школі №4. Все своє життя він був прикладом наполегливості, відповідальності та любові до України. 
До початку повномасштабної війни Сергій Мороз був успішним підприємцем, мав власну справу - Веломагазин та майстерню .Окрім цього, працював далекобійником, подорожував Європою, займався спортом, багато читав і постійно самовдосконалювався.
Коли почалася війна, він повернувся з-за кордону в Україну, прийнявши рішення бути там, де це життєво необхідно.
Сів за кермо фури доставляючи гуманітарну допомогу на напрямку Київ—Чернігів.
Сергій проривався у зруйновані міста, доставляючи їжу, медикаменти та інші необхідні речі. Його колона заходила останньою, коли всі виходили, і першою, коли звільняли місто. Військові на блокпостах вклонялися їм, дякуючи за відвагу.
Організовував «конвеєр» порятунку ,евакуював жінок та дітей в безпечне місце .
В одній із таких місій він опинився в облозі. Йому пропонували вийти пішки, покинувши фуру, але Сергій відмовився залишити людей і транспорт. На легендарному «пижику» він їздив зруйнованим містом, розвозив допомогу по будинках, даючи шанс на життя тим, хто опинився в пастці.
Після звільнення Чернігівщини, Київщини та Сумщини Сергій почав Важко та наполегливо тренувався, готуючись до вступу в добровольче формування ССО «Азов» (нині—3-тя окрема штурмова бригада).
Пройшов усі випробування та став командиром відділення.
Згодом очолив штурмовий взвод.
Сергій завжди йшов у бій разом із побратимами.
Виконуючи бойове завдання, підрозділ Сергія допоміг іншій групі вийти з оточення. Відбили окупантів, закріпилися на позиціях і мали виходити, але бронемашина M113 не завелася.
Було ухвалено рішення виходити пішки.
У цей момент почався щільний обстріл, під час якого багато бійців отримали поранення різного ступеня тяжкості.
Сергій також був поранений.
За його життя боролись 3 доби , але 24 серпня, у День Незалежності України, його серце зупинилося назавжди…
⸻

## Загибель
21 серпня 2023 року прийняв свій останній бій біля села Андріївки Бахмутського району Донецької області, після якого вижив, будучи важко пораненим. Помер 24 серпня 2023 в Дніпровській лікарні ім. Мечникова від отриманих поранень.
Похований 28 серпня 2023 на Алеї Слави Лук‘янівського кладовища у Києві. В місті Шостка вулицю Кутузова перейменували на честь Сергія Мороза.
На честь Сергія Мороза названо штурмовий взвод 3 ОШБр «FROST».